# Yolanda Penteado
Yolanda de Ataliba Nogueira Penteado (Leme, 6 de janeiro de 1903 – Stanford, 14 de agosto de 1983) foi uma socialite e princesinha do café, pertencente a tradicionais famílias paulistas quatrocentonas.

## Biografia
Filha de Juvenal Leite Penteado e de Guiomar de Ataliba Nogueira, descendia, por via de seu pai, de João Correia Penteado (1666-1739) e Isabel Pais de Barros (1673-1753). Já por via de sua mãe, descendia de Tomé Rodrigues Nogueira do Ó (Funchal, Ilha da Madeira, 1675 - Baependi, 02 de agosto de 1741). Era neta materna do barão de Ataliba Nogueira. Nasceu na riquíssima Fazenda Empyreo, no município de Leme, São Paulo, sendo fazendeira sensível aos rumos da produção rural no Brasil, e amante e incentivadora das artes, mulher pioneira e grande colecionadora. Também costumava frequentar a famosa casa do senador José de Freitas Valle, o senhor da Villa Kyrial, no bairro de Vila Mariana em São Paulo, o salão cultural mais importante da capital paulista no início do século XX, sendo um dos idealizadores da Semana da Arte Moderna, em 1922, onde abrigou grandes nomes da arte, como Tarsila do Amaral, Lasar Segall, Victor Brecheret, Anita Malfatti, Oswald de Andrade, Mário de Andrade, Guilherme de Almeida, Sarah Bernhardt e tantos outros.
Sobrinha de Olívia Guedes Penteado, (produtora de café e também grande patrona das artes de São Paulo, na década de 1920), teve um rápido relacionamento afetivo com o aviador e patrono da Aeronáutica Alberto Santos Dumont no fim de sua adolescência, dentre tantos admiradores, inclusive com o jornalista Assis Chateaubriand que abusada mas carinhosamente a chamava de a "caipirinha de Leme".
Casou-se com Jayme da Silva Telles, amigo de sua família, de quem se desquitou após 13 anos, causando polêmica em São Paulo, e, em 1943, casou-se no México (ou "Mexicou", como se dizia na ocasião, pois não era uma união válida no Brasil), com o ítalo-brasileiro Francisco Matarazzo Sobrinho, conhecido como Ciccillo, uma pessoa muito rica e influente na época. Não teve filhos, pois Yolanda tinha "útero infantil", e jamais poderia engravidar.   
Yolanda era extremamente ligada aos sobrinhos, especialmente à sobrinha Maria de Lourdes (Marilu) Pujol Penteado Novais Pinto (filha de Juvenal Penteado e Odila Pujol Penteado), que se casou com Otávio Novais Pinto, filho da renomada pianista Guiomar Novaes. Marilu morreu num desastre automobilístico aos 27 anos, exatamente quando se dirigia à fazenda Empyreo. 
Yolanda Penteado e Ciccillo Matarazzo organizaram a primeira Bienal de São Paulo, em 8 de outubro de 1951, com 1800 obras e 21 países e, na segunda Bienal, em dezembro de 1953, trouxeram de Nova York, onde estava guardada esperando o fim da ditadura de Franco para seu retorno a Espanha, a obra Guernica, de Pablo Picasso, como presente à cidade de São Paulo, nos seus 400 anos, comemorados em 25 de janeiro de 1954. Teve importante papel no estabelecimento do Museu de Arte Moderna de São Paulo e das Bienais, inclusive doando sua coleção particular e generosos recursos ao Museu de Arte Contemporânea da USP e colaborou com Assis Chateaubriand no Museu de Arte de São Paulo e na implantação dos Museus Regionais (Olinda, Campina Grande e Feira de Santana). Foram muitos os artistas, no Brasil e no exterior, que se tornaram seus amigos. Registrou no livro de sua autoria, "Tudo em Cor de Rosa", algumas das personalidades com quem conviveu.
Não foram poucas as marcas profundas deixadas por Yolanda Penteado, assim como abundam os episódios com personalidades e mesmo de sua vida pessoal, tal como a separação de Ciccillo ou a venda da Empyreo, ao casal Sylvia Lafer Piva e Senador Pedro Piva e a tristeza da área que restou dela, cortada pela rodovia.

## Morte
Seu corpo foi cremado e, atendendo a seu pedido, em 18 de agosto de 1983 suas cinzas foram espalhadas na fazenda Empyreo, em Leme, São Paulo.

## Representação na cultura
- Retratada em minissérie da Rede Globo Um Só Coração, em 2004, pela atriz Ana Paula Arósio.